# Абалян, Александр Мелкумович
Александр Мелкумович Абалян (арм. Ալեքսանդր Մելքումի Աբալյան, азерб. Aleksandr Melkumoviç Abalyan; 10 сентября 1907, Эдилли, Кавказское наместничество — 1982, Эдилли, Гадрутский район) — советский виноградарь, Герой Социалистического Труда (1950).

## Биография
Родился 10 сентября 1907 года в армянской семье в селе Эдилли Джебраильского уезда Елизаветпольской губернии (ныне Ходжавендский район Азербайджана).
Участник Великой Отечественной войны. Воевал в составе 390-го Севастопольского стрелкового полка 89-й Таманской стрелковой дивизии.
Начал трудовую деятельность в 1932 году в колхозе имени Касумяна Гадрутского района Нагорно-Карабахской автономной области. С 1975 года — рабочий виноградарского совхоза «Дружба» НКАО Азербайджанской ССР. В 1949 году получил урожай в 116,8 центнеров винограда с 3,1 гектара виноградников. Применял новые научные методы селекции высокоурожайных сортов.
Указом Президиума Верховного Совета СССР от 8 августа 1950 года за высокие урожаи винограда в 1949 году Абаляну Александру Мелкумовичу присвоено звание Героя Социалистического Труда с вручением ордена Ленина и золотой медали «Серп и Молот».
Активно участвовал в общественной жизни Нагорно-Карабахской автономной области. Член КПСС с 1936 года.
Скончался в 1982 году в родном селе.

## Награды
- Герой Социалистического Труда (08.08.1950).[2]
- Два ордена Ленина (08.08.1950, 24.08.1951).
- Орден Трудового Красного Знамени (21.07.1949).
- Три медали «За боевые заслуги» (08.03.1944, 27.07.1944, 29.05.1945)[3][4][5].
- Медаль «За оборону Кавказа» (18.07.1945)[6].
- Медаль «За победу над Германией в Великой Отечественной войне» (06.08.1945)[7].